# James McFadden
James McFadden, född 14 april 1983 i Glasgow, Skottland, är en fotbollsspelare som sedan 2013 spelar för Motherwell.
McFadden inledde sin fotbollskarriär i Motherwell 2000. Säsongen 2002-2003 gjorde han 19 mål på 34 matcher och blev utsedd till ligans bästa unga skotska spelare. I början av efterföljande säsong köptes McFadden av Premier League-klubben Everton där han spelade i fyra och en halv säsong innan han i januari 2008 köptes av Birmingham City.